# هنری ای. دو پون
هنری ای. دو پون (به انگلیسی: Henry A. du Pont) سناتور سابق عضو حزب جمهوری‌خواه ایالات متحده آمریکا بود. وی در سال ۱۸۹۵ تا ۱۸۹۶ و ۱۹۰۶ تا ۱۹۱۷ میلادی سناتور ایالت دلاویر در سنای ایالات متحده آمریکا بود.